# Bachelor in Paradise (Deutschland)
Bachelor in Paradise ist ein Spin-off der Formate Der Bachelor und Die Bachelorette, welches in den Vereinigten Staaten erstmals am 4. August 2014 ausgestrahlt wurde.
Im Oktober 2017 gab auch der deutsche Sender RTL bekannt, dieses Format als Auskopplung von Der Bachelor bzw. Die Bachelorette produzieren zu lassen. Bisher wurden in Deutschland fünf Staffeln produziert.

## Ablauf
Männer und Frauen aus vorherigen Bachelor- und Bachelorette-Staffeln arrangieren Dates miteinander. Durch Neuzugänge von zwei oder drei abwechselnd männlichen oder weiblichen Kandidaten vergrößert sich das Single-Angebot auf einer Geschlechterseite während einer Folge und wird durch eine Rosenvergabe am Schluss der Folge wieder auf ein „Sechs zu Sechs“-Verhältnis von männlichen zu weiblichen Singles reduziert. Dabei vergibt jeder Kandidat der unterschüssigen Gruppe eine Rose an einen Kandidaten der überzähligen Gruppe. Diejenigen, die keine Rose erhalten haben, verlassen die Show.

## Mitwirkende
| Staffel  | Ausstrahlung | Ausstrahlung | Ausstrahlung | Moderation / Off-Sprecher | Moderation / Off-Sprecher       | Moderation / Off-Sprecher | Moderation / Off-Sprecher |
| Staffel  | Beginn       | Ende         | Folgen       | Sendung                   | Sendung                         | Das große Wiedersehen     | Der Talk                  |
| -------- | ------------ | ------------ | ------------ | ------------------------- | ------------------------------- | ------------------------- | ------------------------- |
| 1 (2018) | 9. Mai       | 13. Jun      | 6            | Florian Ambrosius         | Robert Steudtner (Off-Sprecher) |                           |                           |
| 2 (2019) | 15. Okt      | 17. Dez      | 9            |                           | Robert Steudtner (Off-Sprecher) | Frauke Ludowig            | Frauke Ludowig            |
| 3 (2021) | 17. Okt      | 12. Dez      | 9            |                           | Robert Steudtner (Off-Sprecher) | Frauke Ludowig            |                           |
| 4 (2022) | 3. Nov       | 22. Dez      | 8            |                           | Robert Steudtner (Off-Sprecher) | Frauke Ludowig            |                           |
| 5 (2023) | 3. Nov       | 22. Dez      | 8            |                           |                                 | Frauke Ludowig            |                           |

Seit Staffel 2 wird innerhalb der letzten Folge Das große Wiedersehen ausgestrahlt, moderiert von Frauke Ludowig.
Seit Staffel 3 wird die Sendung exklusiv auf dem Streamingportal RTL+ veröffentlicht. Seit Staffel 5 wird die Sendung ohne Off-Sprecher begleitet.

## Staffeln

### Staffel 1
Die erste Staffel, an der 24 Singles aus beiden Formaten teilnahmen, darunter auch die ehemaligen Bachelor Paul Janke und Oliver Sanne, wurde mit 6 Folgen vom 9. Mai bis zum 13. Juni 2018 bei RTL ausgestrahlt und von Florian Ambrosius moderiert. Schauplatz war eine „Villa Location“ auf der Insel Ko Samui in Thailand.
| Kandidat/in, Alter    | Kandidat/in, Alter | Teilnahme Bachelor oder Bachelorette Staffel | Beruf, Anmerkungen                                 | Einstieg in Folge | Ohne Rose in Folge |
| --------------------- | ------------------ | -------------------------------------------- | -------------------------------------------------- | ----------------- | ------------------ |
| Sebastian Fobe        | 32                 | 4                                            | Personal Trainer                                   | 2                 | –                  |
| Carina Spack          | 21                 | 8                                            | Industriekauffrau                                  | 1                 | –                  |
| Philipp Stehler       | 29                 | 3                                            | Influencer                                         | 1                 | –                  |
| Pamela Gil Mata       | 28                 | 5                                            | Studentin der Wirtschaftspädagogik                 | 1                 | –                  |
| Domenico de Cicco     | 35                 | 4                                            | Logistikmanager                                    | 1                 | –                  |
| Evelyn Burdecki       | 29                 | 7                                            | Teilnehmerin bei Promi Big Brother                 | 1                 | –                  |
| Viola Kraus           | 27                 | 7                                            | Friseurmeisterin                                   | 3                 | 6                  |
| Christian Rauch       | 35                 | 2                                            | Personal Trainer und Ernährungsberater             | 1                 | 6                  |
| Michael „Michi“ Bauer | 27                 | 4                                            | Model und Influencer                               | 4                 | 6                  |
| Svenja von Wrese      | 23                 | 8                                            | Hair- und Make-up-Artist                           | 3                 | 6                  |
| Paul Janke            | 36                 | 2                                            | DJ und Moderator                                   | 2                 | 6                  |
| Annika Körner         | 30                 | 6                                            | stellvertretende Empfangschefin                    | 5                 | 6                  |
| Ela Tas               | 25                 | 4                                            | Jura-Studentin, Teilnehmerin bei Promi Big Brother | 3                 | 5                  |
| Janika Jäcke          | 29                 | 7                                            | Office Managerin                                   | 5                 | 5                  |
| Jörg Petersen         | 32                 | 3                                            | kaufmännischer Vertriebsleiter                     | 4                 | 4                  |
| Niklas Schröder       | 29                 | 4                                            | Influencer                                         | 4                 | 4                  |
| Johannes Haller       | 30                 | 4                                            | Mechatroniker und Automobilkaufmann                | 1                 | 4                  |
| Carolin Ehrensberger  | 25                 | 5                                            | Steuerfachangestellte                              | 1                 | 3                  |
| Yeliz Koç             | 24                 | 8                                            | Visagistin                                         | 1                 | 3                  |
| Saskia Atzerodt       | 26                 | 6                                            | Model, Playmate Juli 2016                          | 1                 | 3                  |
| Marvin Osei           | 23                 | 3                                            | Student                                            | 1                 | 2                  |
| Oliver Sanne          | 31                 | 5                                            | Fitnessökonom                                      | 1                 | 2                  |
| Lina Kolodochka       | 23                 | 8                                            | BWL-Studentin                                      | 1                 | 1                  |
| Erika Dorodnova       | 26                 | 7                                            | Projektmanagerin                                   | 1                 | 1                  |

- Freiwilliger Ausstieg

### Staffel 2
Die zweite Staffel des Formats wurde mit 9 Folgen vom 15. Oktober bis zum 17. Dezember 2019 bei RTL ausgestrahlt. Paul Janke war diesmal als Barkeeper in der Villa dabei. Im Anschluss an die ausgestrahlte Sendung gab es bei RTL+ die Web-Aftershow Bachelor in Paradise – Der Talk, in der Moderatorin Frauke Ludowig mit den jeweils ausgeschiedenen Kandidaten und weiteren Gästen die Geschehnisse der aktuellen Folge besprach und analysierte. In Folge 9 wurde zusätzlich die Aftershow Das große Wiedersehen, ebenfalls unter der Moderation von Frauke Ludowig, ausgestrahlt.
| Kandidat/in, Alter     | Kandidat/in, Alter | Teilnahme Bachelor oder Bachelorette Staffel | Beruf, Anmerkungen                                        | Einstieg in Folge | Ohne Rose in Folge |
| ---------------------- | ------------------ | -------------------------------------------- | --------------------------------------------------------- | ----------------- | ------------------ |
| Carina Spack           | 23                 | 8                                            | Tierarzthelferin                                          | 3                 | –                  |
| Serkan Yavuz           | 26                 | 6                                            | Student für Gebäudeklimatik                               | 1                 | –                  |
| Natalie Stommel        | 30                 | 3                                            | Mitarbeiterin in der digitalen Vermarktung                | 1                 | –                  |
| Michael „Michi“ Bauer  | 28                 | 4                                            | Model, Vize-Mister Germany 2015                           | 1                 | –                  |
| Christina Grass        | 31                 | 9                                            | Pharmareferentin, Laiendarstellerin                       | 1                 | –                  |
| Marco Cerullo          | 30                 | 4                                            | Unternehmensberater, Fernsehdarsteller                    | 1                 | –                  |
| Ernestine Palmert      | 27                 | 9                                            | Studentin (International Management)                      | 7                 | 9                  |
| Andreas Ongemach       | 27                 | 6                                            | Außendienstmitarbeiter                                    | 6                 | 9                  |
| Stefanie Gebhardt      | 33                 | 9                                            | Unternehmerin                                             | 5                 | 9                  |
| Oğuzhan „Oggy“ Baam    | 27                 | 6                                            | Sporttherapeut                                            | 6                 | 9                  |
| Sebastian Mansla       | 30                 | 6                                            | Content Creator & Fitness Coach                           | 8                 | 8                  |
| Sören Altmann          | 34                 | 5                                            | DJ                                                        | 8                 | 8                  |
| Christian Rauch        | 36                 | 2                                            | Personal Trainer                                          | 5                 | 8                  |
| Janina Céline Jahn     | 24                 | 8                                            | Influencerin                                              | 5                 | 8                  |
| Alexander Hindersmann  | 31                 | 5, 6                                         | gelernter Personal Trainer                                | 2                 | 7                  |
| Amelie Sperlich        | 24                 | 8                                            | Studentin (Lehramt – Katholische Religionslehre, Deutsch) | 7                 | 7                  |
| Cara Suckert           | 26                 | 7                                            | Unternehmerin                                             | 6                 | 7                  |
| Jade Übach             | 25                 | 9                                            | Flugbegleiterin                                           | 1                 | 7                  |
| Daniel Chytra          | 35                 | 6                                            | Gleitschirm- und Drohnenpilot                             | 4                 | 6                  |
| Kimberley Schulz       | 26                 | 9                                            | Redakteurin                                               | 5                 | 5                  |
| Janine Christin Wallat | 24                 | 8                                            | Friseurin                                                 | 3                 | 5                  |
| Samantha Justus        | 29                 | 5                                            | Mode- und Beauty-Redakteurin, Influencerin                | 3                 | 5                  |
| Filip Pavlović         | 25                 | 5                                            | Geschäftsführer                                           | 1                 | 5                  |
| Rafi Rachek            | 29                 | 5                                            | Fitnesstrainer, Model                                     | 4                 | 4                  |
| Aurelio Savina         | 41                 | 2                                            | Moderator, Sänger, Schauspieler & Model                   | 2                 | 4                  |
| Isabell Bernsee        | 29                 | 9                                            | Immobilienkauffrau, Playmate Juni 2015                    | 1                 | 3                  |
| Michelle Schellhaas    | 24                 | 8                                            | Bürokauffrau                                              | 1                 | 3                  |
| Julia Prokopy          | 24                 | 7                                            | Flugbegleiterin, Miss Nürnberg, Playmate Oktober 2018     | 1                 | 3                  |
| Edgar „Eddy“ Mock      | 28                 | 5                                            | angehender Schauspieler                                   | 1                 | 2                  |
| Michael Böhm           | 27                 | 4                                            | Marktleiter einer Supermarktfiliale                       | 2                 | 2                  |
| Cornelis Steiner       | 31                 | 2                                            | Bauleiter                                                 | 1                 | 2                  |
| Sarah Gehring          | 32                 | 3                                            | Filialleiterin im Einzelhandel                            | 1                 | 1                  |
| Meike Emonts           | 28                 | 8                                            | Qualitätsmanagerin im Gesundheitswesen                    | 1                 | 1                  |

- Freiwilliger Ausstieg

### Staffel 3
Die dritte Staffel des Formats wurde mit 9 Folgen vom 17. Oktober bis zum 12. Dezember 2021 auf RTL+ veröffentlicht. Paul Janke fungierte, wie bereits in der zweiten Staffel, als Barkeeper. Erstmalig nahmen auch Kandidaten teil, die zuvor nicht bei einer Bachelor- bzw. Bachelorette-Staffel mitgewirkt haben. Im Finale mussten sich die Kandidaten entscheiden, ob sie einander weiter kennenlernen wollen (symbolisiert durch die Vergabe eines Rings statt einer Rose) oder getrennte Wege gehen, dafür aber 10.000 Euro bekommen. In Folge 9 wurde zusätzlich die Aftershow Das große Wiedersehen, unter der Moderation von Frauke Ludowig, ausgestrahlt.
| Kandidat/in, Alter   | Kandidat/in, Alter | Teilnahme Bachelor oder Bachelorette Staffel | Beruf, Anmerkungen                             | Einstieg in Folge | Ohne Rose in Folge |
| -------------------- | ------------------ | -------------------------------------------- | ---------------------------------------------- | ----------------- | ------------------ |
| Samira Klampfl       | 27                 | 8                                            |                                                | 1                 | –                  |
| Serkan Yavuz         | 28                 | 6                                            |                                                | 2                 | –                  |
| Karina Wagner        | 25                 | 11                                           | Kosmetikerin                                   | 1                 | –                  |
| Gustav Masurek       | 32                 | 8                                            | Betriebsleiter in der Gastronomie              | 1                 | –                  |
| Judith Diaz          | 29                 | 10                                           | Dolmetscherin                                  | 5                 | 9                  |
| David Taylor         | 26                 | 6                                            | Medizinstudent, Ex-Basketballprofi             | 4                 | 9                  |
| Maurice Grube        | 26                 | 7                                            | Fitness- & Gesundheitstrainer                  | 2                 | 8                  |
| Jaqueline Bikmaz     | 32                 | 11                                           | Bankkauffrau                                   | 1                 | 8                  |
| Angie Leugner        | 29                 | 8                                            |                                                | 7                 | 7                  |
| Alex Gérard          | 32                 | 7                                            | Fremdsprachenkorrespondent                     | 6                 | 7                  |
| Sanja Alena          | 29                 | 07 1                                         |                                                | 6                 | 7                  |
| Zico Banach          | 30                 | 8                                            | Development Manager                            | 4                 | 7                  |
| Romina Beck          | 27                 | 6                                            |                                                | 3                 | 7                  |
| Lorik Bunjaku        | 24                 | 8                                            | Industriekaufmann                              | 1                 | 7                  |
| Denise Hersing       | 25                 | 11                                           | Flugbegleiterin                                | 1                 | 7                  |
| Anil Yaman           | 31                 | 2                                            | Modedesigner                                   | 6                 | 6                  |
| Florian Hausdorfer   | 26                 | 6                                            | Bürokaufmann, Mentalcoach, Fußballcoach, Model | 5                 | 6                  |
| Denise Jessica König | 28                 | 10                                           | Tennistrainerin, Influencerin                  | 1                 | 6                  |
| Fabienne Gierke      | 29                 | 7                                            | Kosmetikerin, Playboy-Model                    | 5                 | 5                  |
| Donya Dardmand       | 30                 | –                                            |                                                | 3                 | 4                  |
| Myroslaw Slawow      | 30                 | –                                            | Fußballspieler, Model                          | 3                 | 4                  |
| Brian Dwyer          | 30                 | 5                                            | Maler & Lackierer                              | 1                 | 4                  |
| Ioannis Amanatidis   | 31                 | 7                                            | Servicetechniker                               | 1                 | 4                  |
| Chanelle Wyrsch      | 25                 | 06 1                                         | Schlagersängerin                               | 1                 | 3                  |
| Martin Majchzrak     | 29                 | 4                                            |                                                | 1                 | 2                  |
| Moritz Breuninger    | 32                 | 7                                            | Unternehmensberater                            | 1                 | 2                  |
| Roxana Papadie       | 29                 | 8                                            |                                                | 1                 | 1                  |

- Freiwilliger Ausstieg
- Krankheitsbedingter Ausstieg

### Staffel 4
Die vierte Staffel des Formats wurde mit 8 Folgen vom 3. November bis zum 22. Dezember 2022 auf RTL+ veröffentlicht. Paul Janke fungierte, wie bereits in der zweiten und dritten Staffel, als Barkeeper. Im Finale mussten sich die Kandidaten entscheiden, ob sie einander weiter kennenlernen wollen (symbolisiert durch die Vergabe eines Rings statt einer Rose) oder getrennte Wege gehen, dafür aber 10.000 Euro bekommen. In Folge 8 wurde zusätzlich die Aftershow Das große Wiedersehen, unter der Moderation von Frauke Ludowig, ausgestrahlt.
| Kandidat/in, Alter        | Kandidat/in, Alter | Teilnahme Bachelor oder Bachelorette Staffel | Beruf, Anmerkungen                        | Einstieg in Folge | Ohne Rose in Folge |
| ------------------------- | ------------------ | -------------------------------------------- | ----------------------------------------- | ----------------- | ------------------ |
| Alexander Golz            | 26                 | 7                                            |                                           | 5                 | –                  |
| Yasmin Vogt               | 23                 | 12                                           | Duale Studentin (Bank)                    | 3                 | –                  |
| Jana-Maria Herz           | 30                 | 12                                           | Unternehmerin                             | 1                 | –                  |
| Umut Tekin                | 25                 | 9                                            | Fertigungsmitarbeiter                     | 1                 | –                  |
| Christina „Shakira“ Rusch | 24                 | 12                                           | Sport- und Fitnesskauffrau                | 2                 | 8                  |
| Danilo Sellaro            | 27                 | 05 2                                         |                                           | 1                 | 8                  |
| Yannick Syperek           | 28                 | 9                                            | Kellner                                   | 1                 | 7                  |
| Michelle „Mimi“ Gwozdz    | 28                 | 11                                           | Bürokauffrau                              | 2                 | 7                  |
| Lidja Kesenci             | 30                 | 010 2                                        |                                           | 6                 | 6                  |
| Max Adrio                 | 33                 | 8                                            | Investmentberater                         | 1                 | 6                  |
| Lara Honner               | 24                 | 12                                           |                                           | 6                 | 6                  |
| Michael „Michi“ Bauer     | 31                 | 4                                            | Model, Designer, Vize-Mister Germany 2015 | 3                 | 6                  |
| Christina Nicolardi       | 28                 | 12                                           |                                           | 4                 | 6                  |
| Emanuell Weissenberger    | 29                 | 9                                            |                                           | 5                 | 6                  |
| Stephanie „Stephie“ Stark | 27                 | 11                                           | Store Managerin                           | 1                 | 6                  |
| Jade Übach                | 28                 | 9                                            | Flugbegleiterin                           | 1                 | 6                  |
| Dario Carlucci            | 35                 | 8                                            | Key Account Manager, Model                | 3                 | 5                  |
| Leon Knudsen              | 35                 | 8                                            | Business Controller                       | 1                 | 5                  |
| Emily von Strasser        | 24                 | 12                                           | Fitnesstrainerin                          | 1                 | 4                  |
| Kim Virginia Hartung      | 27                 | 11                                           |                                           | 4                 | 4                  |
| Tom Bober                 | 34                 | 9                                            | Logistiker                                | 1                 | 3                  |
| Chiara Fröhlich           | 24                 | 12                                           | Make-up- und Hairstylistin                | 1                 | 2                  |
| Jennifer Rath             | 27                 | 10                                           | Versicherungskauffrau                     | 1                 | 2                  |
| Vadim Vyskubov            | 31                 | 5                                            | Export-Assistent                          | 1                 | 1                  |

- Freiwilliger Ausstieg

### Staffel 5
Die fünfte Staffel des Formats wurde mit 8 Folgen vom 3. November bis zum 22. Dezember 2023 auf RTL+ veröffentlicht. Paul Janke fungierte, wie bereits in den vorherigen Staffeln als Barkeeper. In Folge 8 wurde zusätzlich die Aftershow Das große Wiedersehen, unter der Moderation von Frauke Ludowig, ausgestrahlt.
| Kandidat/in, Alter          | Kandidat/in, Alter | Teilnahme Bachelor oder Bachelorette Staffel | Beruf, Anmerkungen                                            | Einstieg in Folge | Ohne Rose in Folge |
| --------------------------- | ------------------ | -------------------------------------------- | ------------------------------------------------------------- | ----------------- | ------------------ |
| Steffen Vogeno              | 28                 | 9                                            | Vertriebsbeauftragter                                         | 1                 | -                  |
| Tamara "Tami" Nehrbass      | 29                 | 13                                           | Fitnessökonomin                                               | 1                 | -                  |
| Adrian Alian                | 27                 | 10                                           | Bürokaufmann                                                  | 1                 | -                  |
| Rebecca Ries                | 28                 | 13                                           | Personalwesen                                                 | 1                 | -                  |
| Amir Hosseiny               | 27                 | 02023 2                                      | Influencer, Barkeeper, Bürokaufmann                           | 1                 | 8                  |
| Colleen Schneider           | 28                 | 13                                           | Influencerin, M.SC. Psychologie                               | 4                 | 8                  |
| Max Wilschrey               | 27                 | 9                                            | Fußballer, Student                                            | 2                 | 7                  |
| Adela Smajic                | 30                 | 02018 2                                      | Moderation, Kolumnistin                                       | 3                 | 7                  |
| Oguzhan "Ozan" Gencel       | 26                 | 10                                           | Fuhrparkleiter, Barkeeper                                     | 2                 | 6                  |
| Franziska "Franzi" Temme    | 27                 | 12                                           | Erzieherin                                                    | 1                 | 6                  |
| Alan Wey                    | 37                 | 02020 2                                      | Kundenberater Versicherung                                    | 3                 | 6                  |
| Karina Wagner               | 27                 | 11                                           | Influencerin, Kosmetikerin                                    | 4                 | 6                  |
| Cecilia Asoro               | 27                 | 9                                            | Assistenz für körperlich beeinträchtigte Menschen, Reality TV | 6                 | 6                  |
| Hannes Münzer               | 24                 | 9                                            | Polizist                                                      | 5                 | 6                  |
| Dennis Felber               | 24                 | 9                                            | Online-Fitness Coach                                          | 4                 | 6                  |
| Michelle "Michi" Schellhaas | 28                 | 8                                            | Content Creatorin                                             | 1                 | 6                  |
| Kaan Aktas                  | 26                 | 10                                           | Fuhrparkmanager                                               | 1                 | 6                  |
| Leyla Lahouar               | 27                 | 13                                           | Integrationshelferin und Betreiberin eines Onlineshops        | 1                 | 5                  |
| Pamela "Pam" Ghazal         | 25                 | 13                                           | HR-Recruiterin                                                | 1                 | 5                  |
| Benedikt Pfisterer          | 32                 | 8                                            | Vertrieb (Energielösungen)                                    | 1                 | 3                  |
| Daniel Gielniak             | 27                 | 7                                            | Maschineneinrichter, Saunameister                             | 1                 | 3                  |
| Melissa Damilia             | 28                 | 7                                            | Influencerin, Reality-Star                                    | 1                 | 2                  |